# Fred Black
Frederick George Black (1 de mayo de 1930 - 17 de septiembre de 2007) fue un jugador de fútbol canadiense que jugó para los argonautas de Toronto, Hamilton Tiger-Cats. Ganó la Grey Cup con Toronto en 1950 y 1952. Anteriormente, Black había asistido y jugado al fútbol en el St. Michael's College de Toronto. En noviembre de 2007 fue admitido en el Salón de la Fama del Deporte de Etobicoke. Murió de cáncer en los meses anteriores, el 17 de septiembre de 2007.